# Radiation Physics and Chemistry
Radiation Physics and Chemistry (abrégé en Radiat. Phys. Chem.) est une revue scientifique à comité de lecture. Ce mensuel publie des articles de recherches originales dans les domaines de la chimie et de la physique nucléaire.
D'après le Journal Citation Reports, le facteur d'impact de ce journal était de 1,38 en 2014. Actuellement, les directeurs de publication sont C. Chantler (Université de Melbourne, Australie), A. Miller (Université technique du Danemark, Danemark) et L. Wojnárovits (Académie hongroise des Sciences, Hongrie).

## Histoire
Au cours de son histoire, le journal change plusieurs fois de nom :
- International Journal for Radiation Physics and Chemistry  (ISSN 0020-7055) (1969-1976)[3]
- Radiation Physics and Chemistry  (ISSN 0146-5724) (1977-1985)[4]
- International Journal of Radiation Applications and Instrumentation. Part C. Radiation Physics and Chemistry  (ISSN 1359-0197) (1986-1992)[5]
- Radiation Physics and Chemistry (ISSN 0969-806X) (1993-en cours)